# Love in Rewind
"Love in Rewind" je folk pop pjesma Dine Merlina kojom je predstavljao Bosnu i Hercegovinu na Eurosongu 2011. u Düsseldorfu. Pjesma je predstavljena 21. veljače 2011. na BHRT. Dana 26. veljače 2011., Merlin je sa svojim ansamblom gostovao u Zagrebu gdje je, u polufinalu Dore 2011. izveo svoju pjesmu. 